# プシェムィシル
プシェムィシル（プシェミシル；ポーランド語: Przemyśl [ˈpʂɛmɨɕl] ( 音声ファイル)；ウクライナ語: Пере́мишль ペレームィシュリ；ラテン文字表記の例: Peremyshl’；ドイツ語: Premissel）は、ポーランドの都市である。南東ポーランド、ウクライナ国境に近い位置にある。人口は5万8,721人（2021）、1999年からポトカルパチェ県に属す。以前はプシェムィシル県の県都であった。サン川に跨る。2022年ロシアのウクライナ侵攻の際は多くのウクライナ人が避難した。

## 歴史

1410年、タンネンベルクの戦いの折りに用いられたペレームィシュルの連隊の軍旗

プシェムィシルは、南部ポーランドではクラクフに次いで歴史のある都市であるが、かつてはルーシ系の国家の領土であった。
中世初期、プシェムィシルはキエフ・ルーシの領土であり、紅ルーシと呼ばれた地域の重要な都市の一つであった。ルーシ側のプシェムィシルの名称は「ペレームィシュル」だった。プシェムィシルの支配をめぐってルーシとポーランド王国はしばしば戦いを繰り返していた。11世紀から12世紀にかけては、ルーシ系の国家であるペレームィシュル公国があったが、ポーランドによって滅ぼされた。1240年にキエフ・ルーシはモンゴル来襲によって滅んだものの、ルーシの後継者となったハールィチ・ヴォルィーニ大公国がプシェムィシルを支配しつづけた。
100年後、内乱に陥った大公国がポーランドによって滅ぼされると、プシェムィシルはポーランド王国の都市となった。しかし、数世紀にわたるルーシによるプシェムィシルの支配は強い影響を残し、現地の貴族や庶民は自分をルーシ人として意識していたようである。19世紀に入ると、ルーシ人としてのアイデンティティはウクライナ人としてのアイデンティティに入れ替わった。
20世紀初頭、独立を勝ち取ったポーランドは単一国民国家の思想を国内で浸透させようとした。その結果、今までにポーランド人とウクライナ人が平和的に混合して暮らしていたプシェムィシルを初めとする広い地域では、ウクライナ人による反ポーランド運動が起こり、紛争やテロ事件が相次いだ。ポーランド人・ウクライナ人の対立は第二次世界大戦の折に苛酷さを極めた。
戦後も単一民族思想を放棄しなかったポーランドの中央政権は、「ウクライナ人問題」を解決するためにはウクライナ人コミュニティーの解体が必要であると考えた。そして、多数のウクライナ人が集中的に居住するのを阻害するため、プシェムィシルとその周辺のウクライナ人をポーランドの西部（ナチス・ドイツから新たに得た領土）各地へ強制的に分散移住させた。この強制移住は「ヴィスワ作戦」と呼ばれた。この結果、故郷とウクライナ人のコミュニティーから分離されたウクライナ人と彼らの子孫は容易にポーランド人に同化された。
2022年ロシアのウクライナ侵攻が始まると、国境に近いプシェムィシルの駅はウクライナのリヴィウ方面からやってくる避難民であふれた。駅には難民支援所が設けられ、市民のボランティア活動による支援が行われた。駅は引き続き2023年も、航空機によるアクセスが絶たれた状況下にあるウクライナの玄関口として機能した。ウクライナを訪問する各国の政府首脳、例えばアメリカのバイデン大統領や日本の岸田首相も、ポーランドまで航空機で移動した後、プシェムィシル駅発の列車を利用して陸路でキーウへ向かっている。

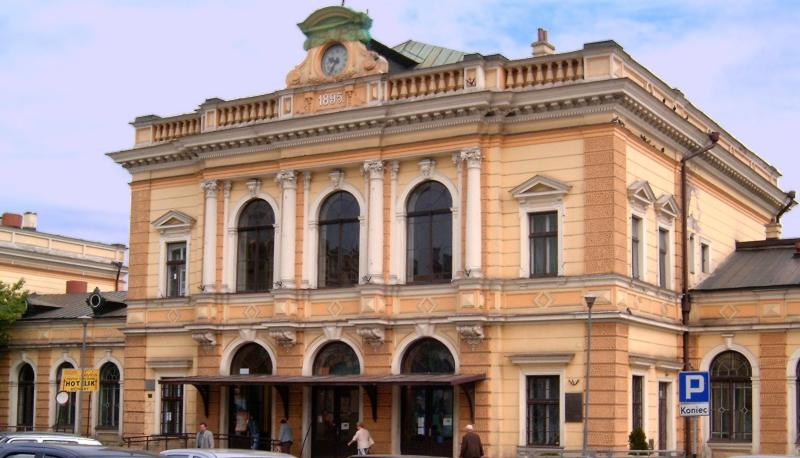
プシェムィシルの駅

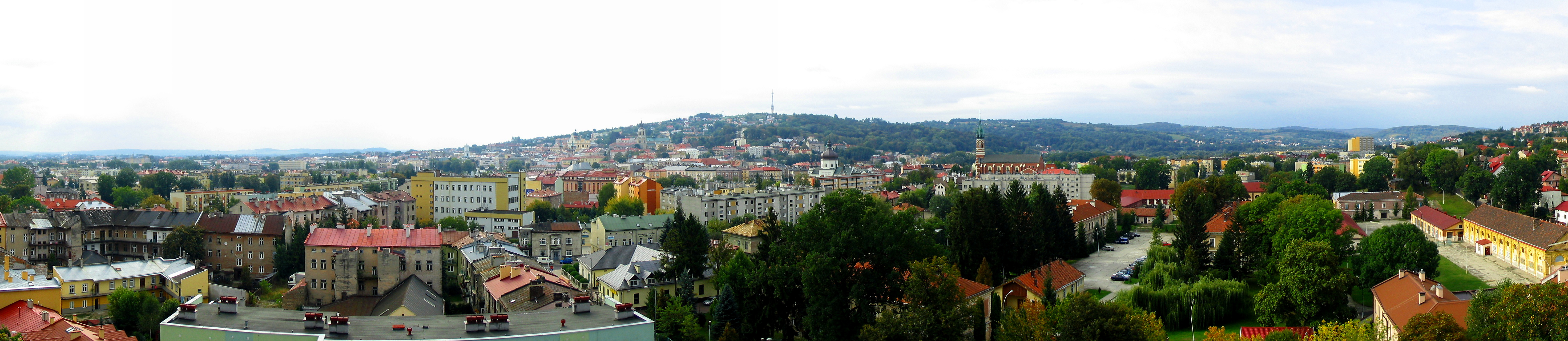
パノラマ

## ユダヤ教徒のプシェムィシル
オーストリア＝ハンガリー帝国時代は同帝国領ガリツィアに属し、またかつては紅ルーシの首都であった。
981年にキエフ大公ウラジーミル1世に占拠されたことが年代記者ネストルによって言及されているが、1437年までこの地のユダヤ教徒への言及は無く、レンベルクを除いて他の紅ロシアの都市のように断片的に登場するのみである。
1542年からの統計によれば、18家族のユダヤ人家族が住んでおり、そのうち7件の家屋所有者は「et ratione Judaismi（ユダヤ教徒の配給）」という4ポーランド・グルデンの賃料を払っており、居住者は2グルデンを払っている。
キリスト教徒によるプシェムィシルの最も古いユダヤ教徒コミュニティーは1559年3月20日に、ジクムント・アウグスト王によって発行された許可である。

## 気候
| プシェムィシルの気候                     | プシェムィシルの気候 | プシェムィシルの気候 | プシェムィシルの気候 | プシェムィシルの気候 | プシェムィシルの気候 | プシェムィシルの気候 | プシェムィシルの気候 | プシェムィシルの気候 | プシェムィシルの気候 | プシェムィシルの気候 | プシェムィシルの気候 | プシェムィシルの気候 | プシェムィシルの気候 |
| 月                                       | 1月                  | 2月                  | 3月                  | 4月                  | 5月                  | 6月                  | 7月                  | 8月                  | 9月                  | 10月                 | 11月                 | 12月                 | 年                   |
| ---------------------------------------- | -------------------- | -------------------- | -------------------- | -------------------- | -------------------- | -------------------- | -------------------- | -------------------- | -------------------- | -------------------- | -------------------- | -------------------- | -------------------- |
| 最高気温記録 °C （°F）                   | 14.4 (57.9)          | 18.5 (65.3)          | 24.0 (75.2)          | 29.4 (84.9)          | 31.5 (88.7)          | 33.2 (91.8)          | 34.0 (93.2)          | 33.8 (92.8)          | 30.7 (87.3)          | 27.0 (80.6)          | 21.8 (71.2)          | 17.9 (64.2)          | 34.0 (93.2)          |
| 平均最高気温 °C （°F）                   | 0.3 (32.5)           | 1.8 (35.2)           | 6.8 (44.2)           | 12.9 (55.2)          | 18.6 (65.5)          | 21.3 (70.3)          | 22.9 (73.2)          | 22.6 (72.7)          | 18.1 (64.6)          | 12.5 (54.5)          | 5.6 (42.1)           | 1.7 (35.1)           | 12.1 (53.8)          |
| 日平均気温 °C （°F）                     | −2.5 (27.5)          | −1.4 (29.5)          | 2.7 (36.9)           | 8.1 (46.6)           | 13.5 (56.3)          | 16.3 (61.3)          | 18.0 (64.4)          | 17.4 (63.3)          | 13.3 (55.9)          | 8.3 (46.9)           | 2.6 (36.7)           | −0.8 (30.6)          | 7.9 (46.2)           |
| 平均最低気温 °C （°F）                   | −5.1 (22.8)          | −4.0 (24.8)          | −0.7 (30.7)          | 3.8 (38.8)           | 8.5 (47.3)           | 11.6 (52.9)          | 13.3 (55.9)          | 12.6 (54.7)          | 9.4 (48.9)           | 4.9 (40.8)           | 0.1 (32.2)           | −3.2 (26.2)          | 4.2 (39.6)           |
| 最低気温記録 °C （°F）                   | −30.0 (−22)          | −30.4 (−22.7)        | −26.1 (−15)          | −5.7 (21.7)          | −2.4 (27.7)          | 1.4 (34.5)           | 5.0 (41)             | 2.3 (36.1)           | −3.2 (26.2)          | −6.9 (19.6)          | −21.0 (−5.8)         | −25.6 (−14.1)        | −30.4 (−22.7)        |
| 降水量 mm （inch）                       | 26.8 (1.055)         | 27.6 (1.087)         | 31.3 (1.232)         | 51.9 (2.043)         | 75.6 (2.976)         | 88.8 (3.496)         | 94.9 (3.736)         | 68.9 (2.713)         | 68.3 (2.689)         | 50.9 (2.004)         | 38.3 (1.508)         | 38.9 (1.531)         | 658.8 (25.937)       |
| 平均降水日数 （≥0.1 mm）                 | 14.9                 | 14.0                 | 14.2                 | 13.3                 | 14.2                 | 15.2                 | 13.8                 | 12.3                 | 12.6                 | 13.7                 | 15.0                 | 17.0                 | 170.1                |
| % 湿度                                   | 82.3                 | 82.3                 | 77.0                 | 72.8                 | 75.3                 | 76.5                 | 76.6                 | 78.1                 | 80.2                 | 81.4                 | 83.1                 | 84.4                 | 79.2                 |
| 平均月間日照時間                         | 49.2                 | 64.8                 | 107.9                | 143.7                | 210.5                | 214.7                | 233.2                | 220.6                | 138.5                | 96.0                 | 51.3                 | 36.4                 | 1,558.6              |
| 出典：Meteomodel.pl (humidity 1961-1990) |                      |                      |                      |                      |                      |                      |                      |                      |                      |                      |                      |                      |                      |

## スポーツ
- チュヴァイ・プシェムィシル - サッカークラブ
- AZSチュヴァイ・プシェムィシル - ハンドボールクラブ
- ポロニア・プシェムィシル - サッカークラブ

## 姉妹都市
- パーダーボルン、ドイツ
- エゲル、ハンガリー
- サウス・ケストヴェン、イギリス
- リヴィウ、ウクライナ
- Truskavets、ウクライナ
- カームヤネツィ＝ポジーリシクィイ、ウクライナ

## プシェムィシル出身の人物
- ヘレーネ・ドイチュ：心理学者